# Râul Grivele, Șușița
Râul Grivele este un curs de apă, afluent al râului Straja. 